# Rami Saari
Rami Saari (רמי סערי) (Petaj Tikva, Israel, 1963) es un poeta, traductor y editor israelí de ascendencia argentina.

## Biografía
Es licenciado en filología semítica y fino-úgrica por la universidad de Helsinki y doctor en filosofía y letras de la universidad hebrea de Jerusalén. Desde 2002 hasta 2006 Saari trabajó como jefe de redacción de las páginas literarias sobre la poesía israelí en el sitio web de Poetry International.
Además de sus doce libros de poesía publicados en hebreo, desde 1988 ha traducido unas docenas de libros de las literaturas albanesa, catalana, española, estonia, finlandesa, griega, húngara y portuguesa. Información sobre la mayoría de sus traducciones de poesía escrita originariamente en español al hebreo se encuentra en su página oficial (https://www.ramisaari.com/sfaradit-shira/), igual que datos sobre prosa traducida por Saari del español al hebreo (https://www.ramisaari.com/sfaradit-sIporet/).
Del español ha traducido obras de los siguientes escritores y poetas: Marjorie Agosín, Carmen Albert, Rafael Alberti, José María Álvarez, Ángel Arango, Reinaldo Arenas, Edda Armas, Fernando Arrabal, María Victoria Atencia, Bernardo Atxaga, José Balza, Alberto Barrera Tyszka, Mario Benedetti, Felipe Benítez Reyes, Irene Bleier Lewenhoff, Jorge Luis Borges, Francisco Brines, Guillermo Cabrera Infante, Martha Canfield, Luisa Castro, Javier Cercas, José Luis Coll, Pablo Armando Fernández, Luisa Futoransky, Gloria Fuertes, Carmen Martín Gaite, Eduardo Galeano, Antonio Gamoneda, Federico García Lorca, Pedro Garfias, Salvador Garmendia, Juan Gelman, Jaime Gil de Biedma, Juan Antonio González Iglesias, Nicolás Guillén, Salvador Gutiérrez Solís, Miguel Hernández, Juan Ramón Jiménez, José Lezama Lima, Leopoldo de Luis, Julio Llamazares, Luz Machado, Wilfredo Machado, Alberto Méndez, Juan José Millás, César Antonio Molina, Eugenio Montejo, Pablo Neruda, Juan Carlos Onetti, Olga Orozco, José Emilio Pacheco, Yolanda Pantin, Cristina Peri Rossi, Virgilio Piñera, Alejandra Pizarnik, José Luis Reina Palazón, Ednodio Quintero, Claudio Rodríguez, Gonzalo Rojas, Guillermo Rosales, Ana Rossetti, Juan Rulfo, Daniel Samoilivich, Eloy Sánchez Rosillo, Mario Satz, Luis Sepúlveda, Jenaro Talens, Jorge Timossi, Miguel de Unamuno, José Ángel Valente, Ana Varela y María Zambrano. 

## Obras traducidas
Obras enteras traducidas del español por Saari son:
- Mario Benedetti: La tregua, novela, Casa editorial Am Oved, 1996
- Julio Llamazares: Luna de lobos, novela, Casa editorial Carmel, 1998
- Federico García Lorca: Poeta en Nueva York, poesía, Casa editorial Carmel, 1998
- Miguel de Unamuno: Del odio a la piedad, cuentos, Casa editorial Am Oved, 1999
- Julio Llamazares: Memoria de la nieve, poesía, Casa editorial Carmel, 2000
- Julio Llamazares: La lluvia amarilla, novela, Casa editorial Carmel, 2000
- Julio Llamazares: Escenas de cine mudo, novela, Casa editorial Carmel, 2001
- Federico García Lorca: Obra entera 1926-1936, poesía, Casa editorial Carmel, 2002
- Fernando Arrabal: Baal Babilonia y Carta de amor, novela y drama, Casa editorial Carmel, 2003
- Juan Rulfo: Pedro Páramo, novela, Casa editorial Carmel, 2003
- Antonio Gamoneda: Antología poética, poesía, Casa editorial Carmel, 2004
- Juan Ramón Jiménez: Platero y yo, elegía, Casa editorial Carmel, 2006
- Javier Cercas: Soldados de Salamina, novela, Casa editorial Carmel, 2007
- Reinaldo Arenas: Antes que anochezca, autobiografía, Casa editorial Carmel, 2008
- Alberto Méndez: Los girasoles ciegos, cuentos, Casa editorial Am Oved, 2009
- Miguel de Unamuno: Niebla, novela, Casa editorial Am Oved, 2010
- Guillermo Rosales: La casa de los náufragos, Casa editorial Keter, 2010
- Pablo Neruda: Veinte poemas de amor y una canción desesperada y Cien sonetos de amor, poesía, Casa editorial Carmel, 2017
- Federico García Lorca: Romancero gitano / Odas, poesía, Casa editorial Carmel, 2019
- Julio Llamazares: Las lágrimas de San Lorenzo, novela, Casa editorial Carmel, 2020
- Pablo Neruda: Una casa en la arena, poesía, Casa editorial Carmel, 2022
- Luisa Futoransky: Cinco fuentes, cinco puentes, antología poética, Casa editorial Rimonim, 2024

## Premios
Por su obra poética ganó en dos ocasiones el premio del primer ministro, en 1996 y en 2003, y por sus traducciones ganó en 2006 el premio Saul Chernikhovsky. En 2010 le fue otorgado el premio de la Academia del Idioma Hebreo por su contribución al enriquecimiento de las letras hebreas.